# Pisciden
Die Pisciden (benannt nach der Konstellation Fische, lat. Pisces) sind ein im September auftretender Meteorstrom, dessen Sternschnuppen scheinbar aus dem Sternbild der Fische kommen.
Im Gegensatz zu den meisten anderen Sternschnuppenschwärmen ist die beste Beobachtungszeit der Pisciden nicht am Morgenhimmel, sondern schon gegen Mitternacht, wo das Sternbild annähernd im Süden steht.
Der Radiant der vom 16. August bis 8. Oktober aktiven Pisciden liegt nahe beim Frühlingspunkt – aber in einer sternarmen Gegend – bei den genäherten Himmelskoordinaten 0:20 h / +2°. Nach neueren Quellen zeigt der Strom nur mehr zwischen 1. und 30. September eine merkliche Meteorzahl und wird mit anderen ekliptikalen Schauern unter dem Begriff Anthelion-Strom zusammengefasst.
Die maximale Zahl der relativ langsam (mit etwa 26 km/s) fliegenden Sternschnuppen, die sogenannte Zenithal Hourly Rate (ZHR) beträgt zum Maximum um den 12. bis 15. September etwa 3 bis 5 pro Stunde, wird aber in unseren zu weit nördlichen Breiten nicht ganz erreicht. Das Maximum ist sehr flach, weil die Sternschnuppen zum ekliptikalen Typ gehören, also relativ weit in der Erdbahnebene verstreut sind.